# Arthur Kusterer

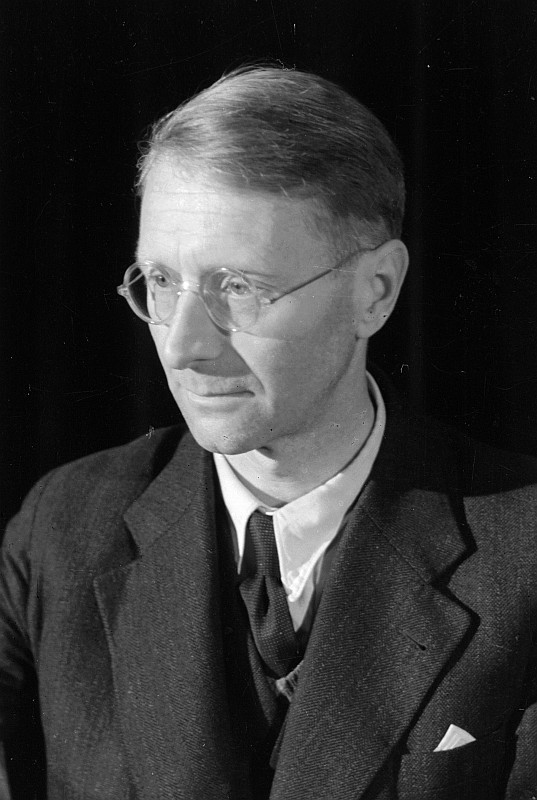
Arthur Kusterer, 1945

Arthur Kusterer (* 14. Juni 1898 in Karlsruhe; † 23. Dezember 1967 in Altensteig) war ein deutscher Komponist und Dirigent. Am bekanntesten ist er für seine Opernfassung von Was ihr wollt.

## Leben
Arthur Kusterer wuchs in Karlsruhe auf und besuchte dort von 1913 bis 1916 das Badische Konservatorium. Später war er als Pianist und von 1917 bis 1919 als Korrepetitor am Staatstheater Karlsruhe tätig. Zum 1. Mai 1933 trat er der NSDAP bei (Mitgliedsnummer 3.023.311). Bis 1936 lebte er als freischaffender Komponist in seiner Heimatstadt und hatte mit Spielopern wie Was ihr wollt und Diener zweier Herren auf „vielen deutschen Bühnen Erfolg“. 
Von 1936 bis 1945 lehrte er an der Berliner Hochschule für Musik. 
Am 16. August 1945 dirigierte Kusterer die erste vollständige Opernaufführung im zerstörten Nachkriegsberlin: den Barbier von Sevilla von Rossini im Friedenauer Theater im Rathaus Friedenau, Regie: Cornelis Bronsgeest. Von 1950 bis 1958 war er musikalischer Leiter des Opernstudios der Komischen Oper Berlin.

## Werke (Auswahl)
- Casanova. Komische Oper in drei Aufzügen von Anton Rudolph. (UA 1921 in Stuttgart. Dirigent: Fritz Busch)[5]
- Der kleine Klaus. Oper in drei Akten frei nach Andersen, Text vom Komponisten. (UA 1927 in Karlsruhe, Dirigent: Josef Krips)[6]
- Was ihr wollt. Oper in drei Akten nach Shakespeare, Text vom Komponisten. (UA 1932 in Dresden. Dirigent: Fritz Busch. Neufassung Karlsruhe 1934)
- Diener zweier Herren. Oper in drei Akten frei nach Goldoni, Text vom Komponisten. (UA 1936 in Mannheim)[7]
- Katarina. Oper in drei Akten, Text vom Komponisten. (UA 1939 in Berlin. Dirigent: Artur Rother)
- Gloriolus. Komische Oper in zwei Akten nach Miles Gloriosus von Plautus (komponiert 1955–1961).
- Konzert für Streichorchester. (UA 1950 bei den Ludwigsburger Festspielen)
- ferner Orchesterwerke (2 Sinfonien), Klavierkonzert, Kammermusik, Kantaten, kleinere Instrumentalstücke und Lieder.